# António Serrão de Castro
António Serrão de Castro (ou António Serrão de Crasto)  (Lisboa, 1610 ou 1614 - Lisboa, 1683 ou 1685) foi um poeta cristão-novo português. Nasceu e morreu em Lisboa, contudo, não há certezas quanto ao ano de nascimento, havendo dados referentes a 1610   e 1614,   nem quanto ao de falecimento (1685    ou 1683 ).
Foi preso pela Inquisição em 1672, permanecendo encarcerado até 1682. Em 1684 foi recolhido ao Hospital Real onde aí faleceu.  .
Foi membro da Academia dos Singulares de Lisboa, havendo um grande número de poemas seus nos dois volumes que reúnem os trabalhos dessa agremiação.   .
No entanto, a principal obra de António Serrão de Castro é o poema satírico “Os Ratos da Inquisição”, escrito durante os anos em que esteve preso e que viria a ser publicado e prefaciado em 1883 por Camilo Castelo Branco.  .

## Biografia

### A vida em família
Filho de Pedro e Ana Serrão, tinha 6 irmãos – Fernão, Estêvão Rodrigues, Inês Duarte, Paula (apenas esta irmã e António adotaram da avó materna o apelido “de Castro”, todos os outros tinham “Serrão” como seu último nome), e Francisca Serrão. O núcleo familiar ficou reduzido, desde 1642, a apenas 4 filhos: Inês, Paula, António e Francisca.  Viveu com a família na baixa de Lisboa na rua dos Escudeiros – uma das mais importantes, caraterizada por uma grande circulação de mercadores e onde moravam os mais abastados cristãos-novos – onde a família, pertencente à pequena e média burguesia, mantinha uma botica.   
Quando o pai morreu, António era ainda jovem e, por isso, a botica passou primeiramente para os seus irmãos mais velhos.
Enquanto os seus irmãos trabalhavam na botica, António Serrão de Castro frequentava colégios religiosos onde aprendia gramática, latim, filosofia e humanidades. Desde os primeiros anos da juventude demonstrava aptidão para a poesia. Os primeiros textos da sua autoria circulavam pela cidade sob a forma de folhetins manuscritos nos quais, geralmente, usava pseudónimos como Manuel de Alfama ou Francisco Ralé.  Era dotado de um humor jovial e festivo (não perdendo, assim, oportunidade de fazer uso de tais qualidades poéticas para “se fazer gracioso” às donzelas que pretendia conquistar no bairro de Alfama). 
Casou-se tarde, com mais de 30 anos, com uma prima, Francisca Serrão, com quem teve 6 filhos: Luís Serrão que nasceu em 1649, Pedro Serrão que nasceu em 1652, Teresa Maria de Jesus nascida 2 anos depois, Duarte Serrão nascido a 1655 e Duarte de Castro e Ana, que faleceram com 4 e 2 anos, respetivamente.  Nessa altura tinha já herdado a chefia da botica, através da qual conseguia bom lucro (o seu avô materno tinha sido cirurgião e uma das irmãs, Francisca Serrão, era casada com um médico, o que conferia à loja renome e prestígio), condição que lhe permitiu pagar o curso de medicina em Coimbra do filho Luís e o curso de teologia de Pedro no prestigiado Colégio de Congregação do Oratório em Lisboa.  
Por toda a cidade, as boticas eram locais de grande convivência. Para além dos utensílios necessários à produção e venda dos medicamentos, António Serrão de Castro tinha por hábito colocar cadeiras perto do balcão e fazia da sua loja um local de convívio com os clientes que a frequentavam – com o seu “espírito jovial e folgazão”, era conhecido pelos seus “ditos espirituosos”. 
De facto, a loja tornava-se palco de grandes e longas sessões de conversa, marcadas pelo tom cáustico e mordaz de Serrão Castro, com os mais assíduos clientes – como era o caso do ourives Jorge Ribeiro, o irmão Pedro Ribeiro e o corretor de câmbios João da Costa Cáceres (todos membros de família cristã-novas, vizinhas dos Serrão de Castro).  Pedro Ribeiro foi durante algum tempo empresário da Casa das Comédias no Pátio das Arcas, onde eram representadas diversas peças teatrais, maioritariamente espanholas. Não foi, todavia, sempre feliz na escolha dos atores, “comediantes”, como então lhe chamavam, e numa ocasião em que trouxe de Espanha uma companhia menos prestigiosa, foi vítima de críticas de Serrão de Castro que, sendo assíduo frequentador das peças, contra ele chegou a publicar uns versos de troça. Isto foi o suficiente para se ter criado, de imediato, um clima hostil entre eles (mais tarde, quando são presos e interrogados pela Inquisição, alguns familiares de Pedro Ribeiro citam primeiramente António Serrão de Castro nas suas denúncias). 
Assim, os anos sucediam-se com relativa estabilidade para o poeta. No entanto, é de destacar que foram anos tumultuosos da História de Portugal: a dominação espanhola, o regresso da monarquia pela ascensão do duque de Bragança como D. João IV (1640), soberano do reino português; guerras contra Espanha pela garantia da soberania de Portugal; a coroação de Afonso VI (1662); as intrigas palacianas e o afastamento do rei com a tomada do poder pelo irmão D. Pedro (1668) que ficou também com a sua esposa D. Maria de Saboia; a presença ameaçadora do Tribunal da Inquisição – estes foram episódios vivenciados pelo poeta e contados nos seus versos nas comemorações públicas das academias de letras.

### Academia dos Singulares de Lisboa

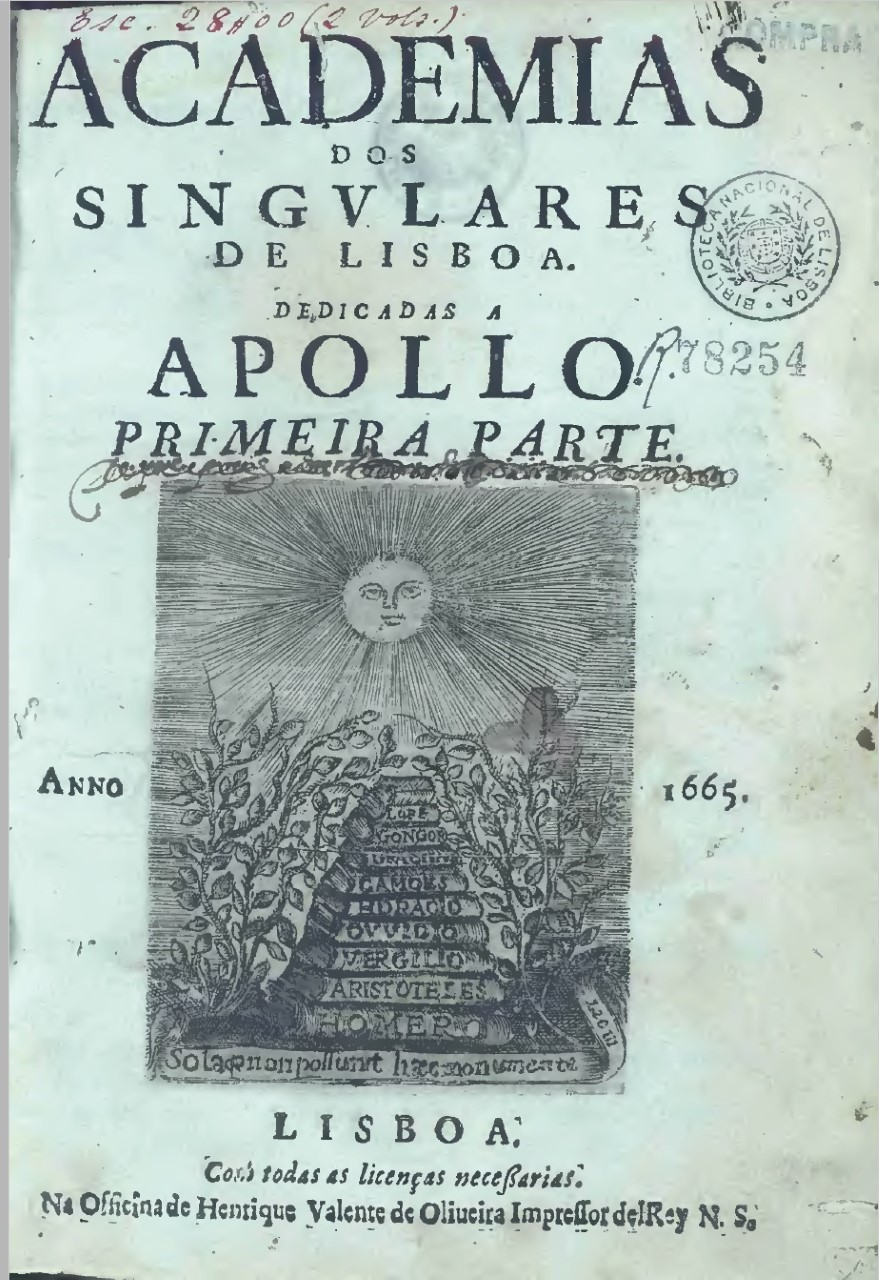
Frontispício das "Academias dos Singulares de Lisboa. Dedicadas a Apollo" onde estão compilados várias obras de António Serrão de Castro.

Consta que esta academia de letras foi iniciada a 1628 (1ª Academia dos Singulares) e mais tarde renovada em outubro de 1663, tendo atividade até 1664 correspondendo, assim, à 2ªAcademia dos Singulares. Sabe-se, ainda, que houve uma 3ªAcademia dos Singulares de outubro de 1664 a 19 de fevereiro de 1665 e que existiu uma reunião em 1670.
As sessões académicas sucediam-se com frequência e António Serrão de Castro teve uma atuação de destaque tanto por ter chegado a presidi-las (a 27 de janeiro e a 30 de novembro de 1664 como por se ter, nestes encontros intelectuais, consagrado entre os seus pares e ter versos seus impressos e publicados em 2 volumes (onde constam 2 orações, 20 sonetos, 37 romances, 12 glosas e 2 poemas em décimas) que se destinavam a divulgar os trabalhos académicos. Os anos que precedem a sua prisão (e a partir da 2ª Academia dos Singulares), são os que se caraterizam por uma maior atividade poética de Serrão de Castro.
Todas as sessões começavam com um discurso do presidente, depois eram lidos alguns versos em louvor deste e, por último, eram recitados poemas acerca do tema da conferência. João Pereira da Silva, aquando de uma sessão em que António Serrão de Castro foi presidente, recita:
“A todos elles no meio,

Por cima levaes o collo,

E pareceis qual parece,

O cysne entre patos novos”
A Academia, como era costume na época, tinha nas suas sessões discussões sobre os principais aspetos da vida social e cultural mas continha, também, espaço para o riso, a descontração, a poesia “casual”, o quotidiano (sendo os seus escritos caraterizados pelo estilo “pomposo e rebuscado” e pelo gosto pelo exagero e o uso de metáforas). Muitos dos críticos que a desqualificaram focaram-se apenas na análise deste último aspeto da produção literária.
Entre as grandes contribuições dos Singulares, e nelas destacou-se a atuação de António Serrão de Castro, está a produção de écfrases e poesias icónicas.
Em todo o conjunto de poesia publicado pelos Singulares encontramos uma evidente crítica aos costumes da sociedade portuguesa e às variadas instituições. No caso de António Serrão de Castro, o poeta criticou as crendices populares e demonstrou a sua incredulidade em relação a certos ensinamentos da Igreja.
Por volta de 1670, os textos que iam sendo reunidos para futura publicação acabaram por não o ser naquela altura (como havia acontecido com o texto dos dois volumes anteriores) porque a intensificação da ação da Inquisição estava a ter como repercussão a prisão de muitos cristãos-novos membros da Academia (a maioria dos académicos era, de facto, de origem cristã-nova), fator que desestimulou a divulgação dos trabalhos na época. Poucos anos mais tarde, muitas pessoas pertencentes a famílias cristãs novas abastadas começaram também a ser presas, como é referido em “História dos Cristãos Novos Portugueses “Subitamente, em Julho [de 1672], foram presos alguns opulentos contratadores: os Mogadouros, pais, filho e restante família; três irmãos Chaves; os Pestanas, que eram onze pessoas ao todo, nove famílias da gente abastada. Atingida naqueles que, até certo ponto, se julgavam imunes, a grei perseguida agitou-se, concentrou forças”. (João Lúcio Azevedo, 1975, pág.294)
Hoje, com a vasta revisão crítica sobre o período Barroco, grande parte das poesias dos Singulares constitui um documento histórico precioso sobre a intensa vida cultural de Lisboa no séc. XVII.
O poema abaixo transcrito refere-se a uma determinada conferência, cujo tema para escrita era o desejo que uma senhora havia manifestado de ouvir os poemas dos Singulares, tendo António Serrão de Castro escrito:
“Se cá vieres, souberas

Muito galantes cantigas,

E, cantando-as á guitarra,

A todos trela darias.
Viras Helena e mais Paris

Feitos nones na fugida, 

E viras Pyramo e Thysbe

Feitos sardinhas d’ espicha.
Hippomenes e Atalanta

Tambem cá os acharias

Não por amantes de assento,

Mas amantes de corrida.
Outras viras desmaiada

Por causa de uma sangria,

Sendo que em sangrar as bolças 

Sempre foi muito perita.
Viras Hero e mais Leandro,

Ambos com grande fadiga,

Elle, afogado em negócios,

Ella quebrar por ser fina.” 

## A Inquisição

### A denúncia à Inquisição
Os anos sucederam-se com relativo sucesso até ao dia 17 de junho de 1671 (teria cerca de 61 anos) quando foi denunciado pela primeira vez por um cristão-novo, Fernão Peres Coronel (que havia sido preso pela Inquisição em 1666 como judaizante) e, um ano mais tarde, por Jorge Ribeiro (a 24 de maio de 1672) – tendo sido principalmente estas duas denúncias a causa da determinação da ordem de prisão de António Serrão de Castro. Seguem-se outras denúncias de pessoas presas nesse mesmo mês, entre elas as de vários membros da Academia dos Singulares, as de membros da família Ribeiro, a de João da Costa Cáceres (a 17 de junho de 1671, após ter sido sujeitado a tortura) e restantes elementos da família Pestana.  A simples condição de cristão-novo já há muito colocava Serrão de Castro sob suspeita de práticas judaicas e, para além disso, o facto de exercer a profissão de boticário, proibida pela legislação aos cristãos-novos, constituía um acrescido fator que o colocava em perigo. 
A ordem de prisão demorou cerca de um ano, tendo sido, oficialmente, preso a 24 de maio de 1672, mas incluiu grande parte dos vizinhos da família Serrão de Castro assim como frequentadores da sua botica, que foi apontada como um “perigoso foco de cristãos-novos.” 
Preso o poeta, acusado de práticas judaicas, confiscaram-lhe os bens, fecharam a botica e toda a família dispersou, tendo muitos procurado refúgio junto de amigos da família.
Observando os processos da Inquisição relativos a estas famílias cristãs-novas, observa-se que a 21 de maio de 1672 terminam os procedimentos contra os Pestana; dias depois, é preso António Serrão de Castro e só um ano mais tarde (entre julho e dezembro de 1673) é iniciada uma “perseguição maciça dos Castro” em que o Santo Ofício prende todos os familiares mais próximos do poeta: os filhos, as irmãs e os sobrinhos, sendo certo que para essa detenção contribuíram os muitos depoimentos da família Pestana.  
Por outro lado, a denúncia de Fernão Peres Coronel acabou também, de certa forma, por comprometer seriamente a Academia dos Singulares pois resultou na prisão de alguns dos seus mais importantes membros (Pedro Duarte Ferrão, Luís de Bulhão, João da Costa Cáceres e Jerónimo de Faria).

### Os interrogatórios
Foi a 28 de junho de 1672 o primeiro interrogatório em que António Serrão de Castro declarou não ter nada a confessar ao Santo Ofício. Descendente duma família de cristãos-novos, só sabia do caso do avô materno, Estêvão Rodrigues, que havia sido condenado pelo Santo Ofício a 16 de junho de 1570 (com 25 anos) e julgado no auto de fé de 11 de março de 1571. Nesse mesmo dia 16 de junho de 1570, para desconhecimento do poeta, haviam dado também entrada nos cárceres inquisitoriais a bisavó Inês Fernandes e as filhas desta, Antónia e Branca Fernandes que haviam sido denunciadas pelo tio-avô Manuel Fernandes.
Apesar de Serrão de Castro ter sido acusado da prática de costumes judaicos, a verdade é que provas contrárias a essas acusações existiam, nomeadamente o facto de ter sido eleito duas vezes tesoureiro da Irmandade do Santíssimo da freguesia de S. Nicolau e Procurador da mesma, evidenciando demonstrações da sua devoção católica. Contudo, “estes compromissos públicos de fé” são por alguns encarados como uma forma de “disfarce”, sendo que muitas vezes este tipo de ações constituiu uma “arma legítima de defesa dos cristãos-novos contra a repressão inquisitorial”.
Em 1674 o Padre António Vieira, defensor dos judeus e que se opunha à Inquisição, obteve do papa uma ordem para que, em Portugal, esta interrompesse a sua ação e libertasse os presos aos quais não havia sido ainda proferida sentença. Sob ameaça da ação papal, a Inquisição deu uma “falsa trégua” na perseguição de cristãos-novos. Durante um certo período, fingindo obedecer às determinações do papa, os autos de fé foram suspensos. As demais atividades inquisitoriais continuaram, manifestando-se disfarçadamente. A ordem não era devidamente cumprida e na famosa prisão da Inquisição, em Lisboa, nada mudou. Os presos não foram libertados e mantinham-se interrogatórios, torturas e mesmo novas prisões eram efetuadas.

### A “tortura do espírito e do corpo”: confissões
No ano de 1676, António Serrão de Castro e a sua família estavam nos cárceres há cerca de 4 anos. Pelo facto de continuar a recusar-se a reconhecer a prática judaica e em denunciar membros da família, foi-lhe apresentada a sentença que o condenava à morte (um falso estratagema por parte da Inquisição já que nessa altura os poderes inquisitoriais impediam, incontestavelmente, tais sentenças). No entanto, apesar do terror e medo instalado no poeta, este não cede e continua sem nada confessar.
Ao longo dos anos, foi escrevendo o seu mais conhecido trabalho, “Os Ratos da Inquisição” – cujas estrofes chegaram a circular por Lisboa ainda aquando da sua prisão. Houve quem criticasse a ousadia do poeta, vendo nos seus versos uma “ofensa velada” aos inquisidores, tendo-se publicado, como espécie de réplica, o seguinte poema:
“Judeu de mau proceder
Que, se em teus versos discorro
Logo pareces cachorro
No ladrar e no morder
Ainda espero ver-te a arder
Pois com tanta sem razão
Murmuras da Inquisição
Porém, é força, em teu erro,
Se te tratam como perro
Que te vingues como cão…”
Em 1681, os inquisidores convenceram o papa Inocêncio XI a restituir todos os poderes à Inquisição portuguesa. Todos os padres começaram a finalizar inúmeros processos e foram preparando o grande auto-de-fé de 10 de maio de 1682.
Em 2 de abril de 1682, já passados 10 anos desde que havia sido detido, cedendo à pressão a que estava a ser sujeito, António Serrão de Castro decidiu confessar, admitindo, por fim, que era verdade tudo aquilo de que o acusavam, mostrando-se “contrito e arrependido”.
Porém estas declarações não foram suficientes. O Santo Ofício sabia, devido a denúncias que haviam sido feitas, que os filhos tinham igualmente sido judaizados e pretendiam do poeta essa confirmação. Por esse motivo, a 7 de abril, é condenado a tortura.
Cerca de duas semanas depois, após constantes sessões de tortura e de lhe terem dito que o filho Luís havia confessado, António de Serrão de Castro cede às permanentes investidas e denuncia a família, incluindo os filhos.
Em relação aos seus escritos, após mais de 4 anos de prisão, os versos de António Serrão de Castro começavam a aparecer em maior número. Exemplo de desabafos no papel são o soneto “À Ameixeira” (que integra a “Carta a Francisco de Mezas”), confissões do poeta aos seus únicos companheiros de cárcere, as únicas coisas que podia vislumbrar pela cela:
“À Ameixeira

Onze vezes de folhas revestida,

onze vezes de flores adornada,

onze vezes de frutos carregada

te vi, Ameixieira, aqui metida.
Outras tantas também te vi despida,

de folhas, flores, frutos despojada;

plo rigor do Inverno saqueada,

e a hum seco tronco toda reduzida.
Tambem a my me vi jâ revestido

de folhas, flores, frutos adornado,

de amigos e parentes asestido.
De tudo isto estou jâ despojado,

mas tu virás a ter o q has perdido

e eu não terei jamais o antigo estado.”
(Carta a Francisco de Mezas – romance)

### A perseguição aos filhos do poeta
Quando António Serrão de Castro denunciou os filhos há muito que estes estavam presos, tendo dado entrada nos cárceres do Santo Ofício a 20 de setembro de 1673.
Luís Serrão (já formado em medicina quando soube da prisão do pai) recusou durante cerca de nove anos, como o pai havia feito, a prestar qualquer declaração face às investidas do Santo Ofício. Desta forma, no dia 21 de abril de 1682, cerca de dez dias depois do pai, era também condenado a tortura e, não resistindo, denunciou, então, alguns familiares. Apesar dessas confissões, no auto-de-fé de 10 de maio desse ano, é condenado a cárcere e hábito penitencial perpétuos.
Em relação a Pedro Serrão, desde que foi preso pelo Santo Ofício alegou desde o princípio o ódio aos Pestana e que nenhuma relação teve ou tinha com estes. Para os inquisidores, no entanto, tudo o que dizia não era tido como verdade, por isso, para dele obterem as informações necessárias, foi também sujeito a tortura no 1 de abril de 1682. Mesmo assim, o filho do poeta continuou sem nada revelar. É queimado no Terreiro do Paço no auto-de-fé de 10 de maio de 1682, devido às denúncias do pai, irmãos e alguns outros membros da família e por, até ao fim, nunca nada ter chegado a confessar.
Quanto à sua filha, Teresa Maria de Jesus, também esta se havia mantido fiel à família, recusando-se a acusar familiares ao Santo Ofício. No entanto, quando os inquisidores lhe ameaçam com condenação à morte acaba por denunciar a família. Assim, no auto de 1 de maio de 1682, a sua sentença não é executada. Porém, no de 10 de maio do mesmo ano é, também ela, condenada a cárcere e hábito penitencial perpétuos.

### “O académico ironista que degenera em mendigo”: o desfecho trágico da família

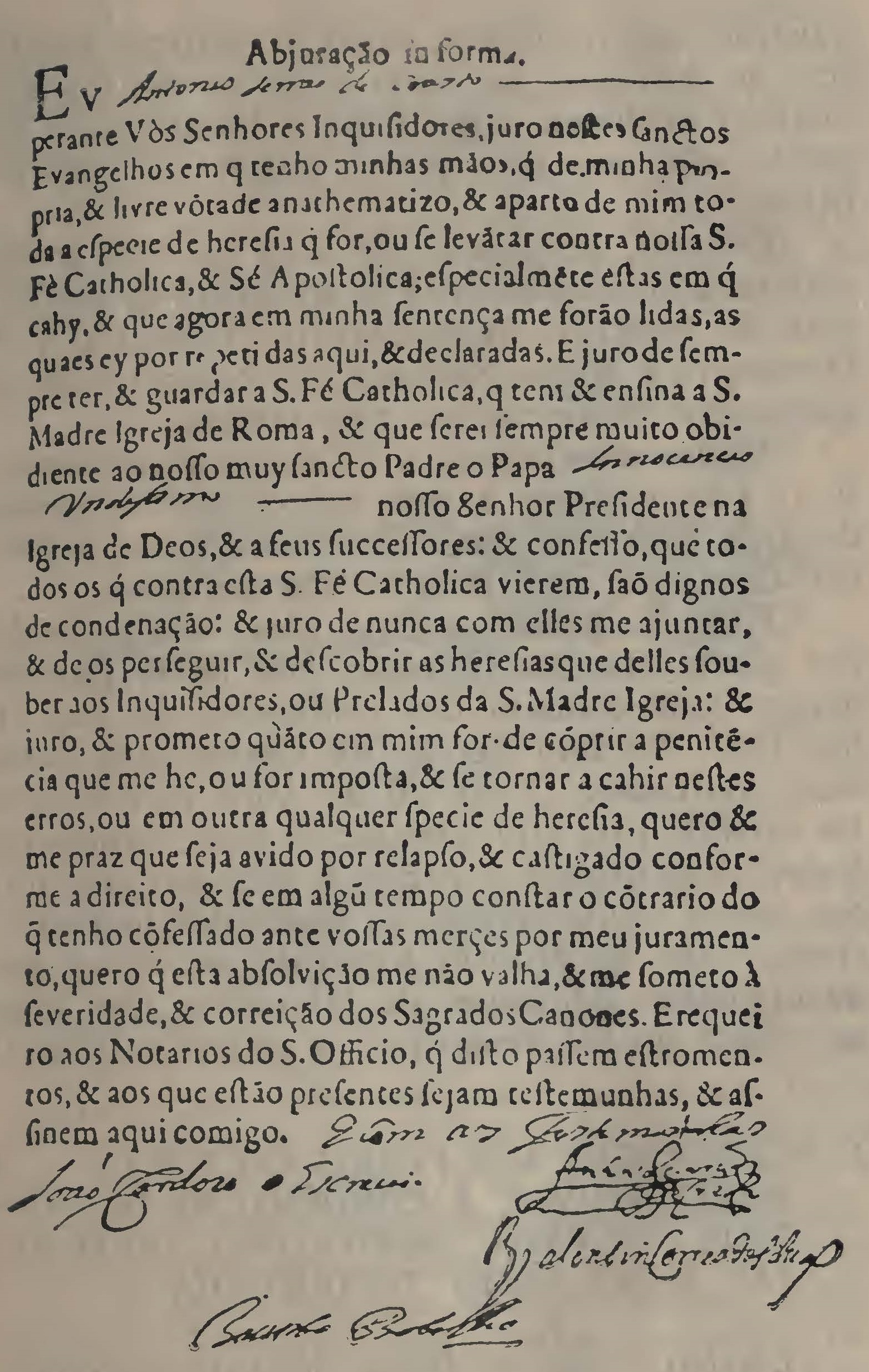
Abjuração de António Serrão de Castro. Nota-se a assinatura trémula devido aos efeitos da tortura

No dia 17 de abril de 1682, por acreditarem que o poeta já havia dito o suficiente e uma vez que as confissões já continham as informações que necessitavam, os inquisidores de Lisboa ordenam-lhe cárcere e hábito penitencial perpétuos e que no auto de 10 de maio abjure publicamente dos seus erros.
Todos os que restavam da família cumpriram, nesse singular auto-de-fé (onde estiveram presentes 107 sentenciados, dos quais 81 eram cristãos-novos acusados de práticas judaizantes), o ritual de abjuração: o próprio poeta, o filho Luís, a filha Teresa Maria, as irmãs Francisca e Paula e os sobrinhos Luís Bulhão Pedro Duarte, condenados a cárcere com hábito penitencial perpétuo. O filho Pedro foi, assim, o único membro da família que não sobreviveu a este auto- de-fé. 
A 25 de maio de 1682 recebe a permissão de amparar os filhos Teresa Maria e Luís (que apresentavam sinais de demência), as irmãs Francisca e Paula e os dois sobrinhos. Todavia, nada lhe restava: confiscaram-lhe os bens e fecharam a botica. Velho, praticamente cego, obrigado a fazer penitências e a usar o hábito infamante dos hereges, restava-lhe viver de esmolas. 
É igualmente informado que não pode sair da cidade de Lisboa sem autorização do Santo Ofício, tendo ainda de cumprir ordens ligadas a preceitos religiosos (manifestação de hábitos cristãos diários).
Somente a sua poesia dar-lhe-ia alguma possibilidade para o seu sustento e dos restantes familiares com quem vivia. Às vezes oferecia as suas poesias a amigos em troca de algumas moedas. Desses amigos, destacam-se Tomé Botelho da Silveira e Francisco de Mezas, enviando-lhes os seus mais extensos poemas. O romance dirigido a Tomé Botelho da Silveira é “desarticulado e pedinchão até ao abjeto”, ao contrário do de Francisco de Mezas que é visto como “o mais perfeito, o mais sincero”. A 2 de novembro de 1683 é-lhe, finalmente, retirado o hábito penitencial.
No seu processo inquisitorial não há informações sobre para onde teria ido morar. Porém, devido ao conteúdo de alguns versos seus (como é exemplo a coletânea de poemas Fonte Jocosa)  sabe-se que foi para um beco nas redondezas de Lisboa, o chamado “Beco dos Namorados” . Posteriormente mudou-se para a Rua do Crucifixo e, finalmente, abrigou-se na “Taverna dos Santos” até ter sido recolhido ao Hospital Real onde faleceu.
Apesar do sofrimento e de toda a humilhação a que esteve sujeito, continuou sempre a escrever. O desencanto perante o mundo, assim como a deceção para com a religião constituem o teor dos seus últimos escritos.

## Serrão de Castro e Camilo Castelo Branco: Retificação de inexatidões
Foi Camilo Castelo Branco quem, em 1883, publicou o poema “Os Ratos da Inquisição”, precedendo-o com um extenso Prefácio biográfico. O poeta era, de facto, pouco conhecido. Barbosa Machado, José Maria da Costa e Silva e Inocêncio Francisco da Silva pouca informação acerca dele haviam divulgado nos seus textos, desconhecendo o seu modo de vida e outros factos da sua biografia.
Através de discursos publicados na Academia dos Singulares, das suas poesias e da sentença do filho Pedro publicada por Aires de Campos no Instituto de Coimbra, muito foi acrescentado à biografia do poeta, mas estas mesmas informações recolhidas carecem de certeza quanto à sua veracidade uma vez que Camilo desconhecia o conteúdo dos processos inquisitoriais. Alguns desses erros prendem-se com a data de prisão (Camilo alega ter sido o da prisão do poeta (8 de maio de 1672) quando, na verdade, se trataria de dia 24).
Para além disso, Camilo apresenta como causa da prisão da família Serrão de Castro o facto do filho Pedro, aquando dos seus tempos de estudante na Universidade de Coimbra, ter escrito uma sátira, envolvendo na sua chacota a fradaria toda de Coimbra e todos os colégios monacais. No entanto, da leitura dos processos referentes à família não consta que Pedro Serrão tivesse frequentado alguma vez essa instituição de ensino.  

## Caraterização da Obra
A sua obra é por muitos considerada um “paradigma da polaridade barroca”, em que, se por um lado mostrava o seu lado mais devoto, por outro “mergulhava na maledicência mundana, na ironia e na facécia”. Da sua análise, observa-se que esta é pautada pelos recursos linguísticos desse período, assim como pela linguagem popular, combinação estilística que, juntamente com os temas que tratou, redundou, muitas vezes, numa avaliação pouco positiva por parte dos críticos: o seu estilo de escrita seria considerado “vulgar”, muitas vezes visto como um poeta “popularesco”, obsceno, medíocre e monótono, como afirma José Maria da Costa e Silva no seu Ensaio Bibliographico-critico sobre os melhores poetas portugueses (“poeta essencialmente medíocre, de estylo jocoso.”) Por sua vez, Fidelino Figueiredo em História da Literatura Portuguesa coloca-o no capítulo dos poetas satíricos e Jacinto do Prado Coelho no Dicionário das Literaturas Portuguesa, Brasileira e Galega menciona-o, também, no capítulo dedicado à sátira (anticlerical). Quanto a “Os Ratos da Inquisição”, esta é considerada pela crítica moderna como a melhor sátira religiosa do séc. XVII.
Os três principais interesses de Serrão de Castro aplicados na sua escrita são: como meio de relatar em papel a sua vida (cariz autobiográfico) e, já nos últimos anos de vida, para pedir/agradecer esmola, sendo que estes três tipos de objetivos patentes na escrita misturam-se/complementam-se muitas vezes num único poema.
Apesar de a partir da participação nas “Academias dos Singulares” a sua atividade literária se ter intensificado, nos primeiros poemas de Manuel de Alfama e Francisco Ralé, o seu conteúdo evidencia já temáticas da sua poética: as “realidades comezinhas”, evidenciando uma “vontade de antipoesia” ou a existência de uma “poesia no antipoético” . Poderia pertencer-lhes (aos pseudónimos) ou ainda ser incluído na fase que estes representam, o romance “A Fillena hindo crestar humas colmeas”, escrito perto do ano de 1660, marcado pela temática bucólica. Quando escrevia para a Academia continuou a empregar várias vezes os seus pseudónimos –por isso muitos dos seus poemas andam perdidos nos muitos cancioneiros da época.
A partir das “Academias dos Singulares” a sua produção poética passa a ser predominantemente marcada pelo tom jocoso e a “crença moisaica”. Através deste tipo de poesia, consegue a admiração dos escritores do seu tempo, que viam no género a marca indiscutível do seu talento.
Um outro traço transversal a toda a sua escrita é o gosto pela máxima, pelo provérbio, pela “frase feita”.
A poesia do foro religioso normalmente consiste na exaltação de santos, como é o caso de “À Pintura de Santa Roza Maria”, as redondilhas “Salve Raynha/glosada” e o “Auto da Contrição/Feito em dia de Proçuncola de/Sam Francisco”, que constitui uma longa paráfrase.
A poesia religiosa ou edificante de Serrão de Castro é sobretudo uma poesia epocal, de “circunstância”, tendo o poeta servindo-se dela para publicar a “ortodoxia da sua fé”; o seu estilo de escrita/produção é típica dos cancioneiros caraterísticos do séc. XVII.
A Fonte Jocosa é a menos conhecida e talvez a mais importante coletânea de poemas de Serrão de Castro (onde está também presente a “Carta de Francisco de Mezas”) que nunca chegou a ser publicada. A obra é encarada como a passagem do “difícil para o fácil” – formalmente da décima para o romance (passando pela redondilha) e, textualmente, do mundo para Deus/a morte. Atravessa-se todo um “subconjunto profano antes de atingir um subconjunto religioso”. Aborda a inquietação da morte, a perspetiva do mundo como “lugar de passagem, entretenimento e ilusão dos sentidos (“tudo é fumo e sombra”)”.
He a morte hu’leve sono,

hu’aprazível Lethargo,

doçe suspensão das penas,

suave fim dos trabalhos…”
A nível estilístico, o manuscrito ilustra a riqueza do seu vocabulário: as muitas enumerações bem como a vasta utilização das máximas e provérbios, de frases latinas e versos castelhanos. 
A coletânea testemunha, igualmente, a profunda crise de valores que a própria sociedade experimentava, uma vontade clara de romper com o passado, sem, todavia, se estar seguro de haver encontrado já algo que o pudesse substituir. Desse modo, Serrão de Castro é o próprio tempo em que viveu: avaliar a sua poesia é avaliar os valores do seu tempo (“Entendê-la, é entender o tempo e o local em que foi gerada.”) – uma escrita plenamente dependente do seu contexto histórico e social.
Sem descurar o lado autobiográfico, a Fonte Jocosa regista, também, as dificuldades por que passou para obter o acolhimento e até mesmo os disfarces de que fez uso para conseguir o auxílio de amigos quando foi libertado em 1682. 
Apreciação Quantitativa da Fonte Jocosa
| Décimas     | 11  | 18%  |  |                  |    |      |
| Redondilhas | 10% |      |  | Poesia profana   | 55 | 92%  |
| Romances    | 43  | 72%  |  | Poesia religiosa | 5  | 8%   |
| Total       | 60  | 100% |  | Total            | 60 | 100% |

| Poesia profana |    |      |  | Poesia religiosa |   |      |
| Décimas        | 11 | 20%  |  | Décimas          | - | -    |
| Redondilhas    | 4  | 7%   |  | Redondilhas      | 2 | 40%  |
| Romances       | 40 | 73%  |  | Romances         | 3 | 60%  |
| Total          | 55 | 100% |  | Total            | 5 | 100% |

Quanto aos “Os Ratos da Inquisição”, esta é considerada pela crítica moderna como a melhor sátira religiosa do séc. XVII. No prefácio da obra, Camilo põe em causa se a obra consiste, efetivamente, numa sátira à Inquisição.

## Obras onde os seus trabalhos se encontram impressos
- Academia dos Singulares (volume I e II)
- Fénix Renascida, Lisboa, 1721, vol. IV, pág. 151-251
- Contra-Sátira, Lisboa, 1748
- Macarrónea (Sabonete délfico), Lisboa, 1765, pág.59
- Os Ratos da Inquisição (reeditado em 1981 por Manuel José Gomes)
- Para além de vários dispersos e de outros poemas de autoria não confirmada, há um número considerável de inéditos que se encontram em miscelâneas manuscritas da época[87].

Os dois volumes relativos às Academias tinham conhecido algum êxito: aparecidos pela primeira vez em 1665 (o primeiro) e em 1668 com o segundo, reapareceriam em 1692 e 1698. – até esta data não são suprimidos o nome de António Serrão de Castro. No entanto é já apresentada como de “Anónimo” a colaboração de Serrão de Castro na Fénix Renascida, que começa a publicar-se em 1716 e vai até 1728, sendo de 1721 o volume IV, onde se recolhem os seus poemas, como forma de dissimular o seu envolvimento na produção da obra por ter sido preso pela Inquisição.